# Dexter Carter
Dexter Anthony Carter (Baxley, 15 settembre 1967) è un ex giocatore di football americano statunitense che ha giocato nel ruolo di running back per otto stagioni nella National Football League (NFL). Fu scelto nel corso del primo giro (25º assoluto) del Draft NFL 1990 dai San Francisco 49ers. Al college ha giocato a football all’Università statale della Florida.

## Carriera professionistica
Carter fu scelto dai San Francisco 49ers nel corso del primo giro del Draft 1990. Rimase coi Niners per tutta la carriera tranne una breve parentesi nella stagione 1995 coi New York Jets. Nel 1994 vinse il Super Bowl XXIX contro i San Diego Chargers. Oltre che come running back, Carter giocò come kick returner totalizzando 2 touchdown su ritorni da punt e altri due su ritorni da kickoff.

## Vittorie e premi
- Super Bowl : 1 Vincitore del Super Bowl XXIX

## Statistiche
| Yard su corsa    | 1.042 |
| Yard ricevute    | 656   |
| Touchdown totali | 11    |